# P.M.T
P.М.T (Pre Menstrual Tension) — швейцарская группа, создана в 1997 году, музыканты играют в направлениях: Ню-метал, Рэпкор, Индастриал метал,
с 1998 и 2005 они играли на разогреве у таких известных групп: Korn, Marilyn Manson, Clawfinger, Soulfly. P.M.T & Korn вместе выступали на Montreux Jazz Festival 2004 и Rock am Ring 2006 эти два концерта можно было купить в рок магазинах на DVD. Альбом-Topping From Below (2006) в Швейцарии, Австрии, Франции и Германии получил хорошие отзывы у фанатов рок музыки.

## Состав
- FrankFrancois — вокал (1997—2010)
- Ray — бас-гитара (1997—2010)
- PX — гитара (1997—2010)
- Kasper — гитара (1997—2010)
- Reverend-Doom — Клавишные	(1997—2010)
- Bjorn Rapp — Барабаны (1997—2010)

## Дискография
- Pre Menstrual Tension (EP) (1997)
- Soundwich Boom (2000)
- 4Play2Play (EP) (2003)
- Acupuncture For The Soul (2004)
- Topping From Below (2006)
- Here Lies P.M.T (2010)

## Видеоклипы
- Born Again (To Numb The Pain)
- Clean Cut
- Without You I’m Only Me (Live Video)